# Cissie Stewart
Cissie Stewart (n. 19 iulie 1911, Dundee, Scoția, Regatul Unit al Marii Britanii și Irlandei – d. 8 ianuarie 2008, Troon⁠(d), Scoția, Regatul Unit) a fost o înotătoare ce a reprezentat Regatul Unit al Marii Britanii și al Irlandei de Nord, medaliată olimpică. A participat la o ediție a Jocurilor Olimpice (1928) în care a câștigat două medalii de argint.